# Jože Gostič
Jože Gostič, slovenski operni pevec, * 5. marec 1900, Stara Loka, † 25. december 1963, Ljubljana.
Rodil se je očetu cerkovniku in organistu Leopoldu ter materi Ani (rojena Jerman). V matično knjigo je vpisan kot Jožef Gostič.